# Русский спорт (1909—1919)
Русский спорт — российский и советский иллюстрированный журнал по проблемам физической культуры и спорта, выпускался в 1909—1919 годах. 
«Русский спорт» признаётся самым авторитетным и одним из самым популярных подобных изданий того времени в стране.

## История
Журнал был основан в 1909 году в Москве. Первым издателем и редактором был А. Г. Юзбашев, которого в 1911 году сменила Клавдия (Констанция) Ковзан (помимо редакторско-издательской деятельности писала статьи, в том числе посвящённые женскому спорту). Журнал выпускался раз в неделю (за 11 лет существования вышло 476 номеров) и имел объём 16—20 страниц большого формата с многочисленными фотографиями. Распространялся по подписке, в 1913 году её стоимость составляла 10 рублей.
Изначально имел подзаголовок «Журнал, посвященный всем видам спорта», впоследствии подзаголовки менялись, но всеохватность журнала в рамках спортивной тематики подчёркивалась неизменно (возможно, чтобы не возникало ассоциаций с одноимённым коннозаводческим журналом, выходившим в конце XIX века). Наряду с программными и аналитическими статьями в журнале помещались репортажи со спортивных событий, зарубежная хроника, очерки по истории спорта, а также биографии спортсменов. В своих воспоминаниях футболист М. Ромм отмечал, что в первые годы выпуска статьи журнала были «написаны наивно по форме и содержанию» (приводя, например, строки «между беком и голкипером должно существовать, так сказать, духовное общение, взаимное понимание, так как часто случается, что, благодаря этой солидарности действий, предупреждается почти верный проигрыш»), однако постепенно качество публикуемого материала повышалось (при этом Ромм особо отметил статьи журналиста М. Якушева). Кроме того, обширное место занимали рекламные объявления: изначально типичные для изданий того времени, через некоторое время они приобрели сугубо спортивную направленность (реклама спортивных товаров, уроков гимнастики и фехтования и т. д.).
Журнал оказывал положительное влияние на развитие в стране многих видов спорта — например, тяжёлой атлетики, статьи о которой писал известный атлет Людвиг Чаплинский. Более того, с 1913 года журнал являлся официальным органом возглавляемого Чаплинским Общества физического развития «Sanitas».
Большое внимание журнал оказывал теме олимпийского движения: в первый же год своего существования в журнале была опубликована статья «Олимпийские игры», являвшаяся первой аналитической статьёй по данной теме в российских изданиях. По мере приближения к Играм V Олимпиады в Стокгольме в журнале росло количество заметок о подготовке зарубежных спортсменов, а также начали появляться статьи, в которых оцениваются шансы российских борцов и тяжелоатлетов — журнал явно стремился «раскрутить» олимпийское движение в российском обществе. После не слишком удачного выступления сборной в Стокгольме в журнале вышла программная статья «Что же делать?», в которой главным решением проблемы было объявлено повышение массовости, общедоступности спорта посредством увеличения числа соревнований в разных слоях общества, а также создание единой сети спортивных организаций, поддерживаемой государством.
«Причина высокого развития спорта за границей объясняется одной фразой: там спорт стал делом национальным. Не забавой кучки лиц, не привилегией замкнутой касты или отдельного класса, а национальным делом всего народа… Как далеки мы в России от этого! И первая основная задача, стоящая перед русскими спортсменами, ясна. Эта задача — приобщение к спорту самых широких слоев населения».
Сразу же после Октябрьской революции, последовательно претворяя в жизнь свою программу, журнал принял активное участие в зарождении советского физкультурно-спортивного движения. «Для русского спорта в настоящее время открылись такие широкие горизонты, о которых ещё недавно нельзя было и мечтать…», — писала главный редактор журнала Клавдия Ковзан в статье, посвящённой открытию 1-го Всероссийского Съезда по физической культуре, спорту и допризывной подготовке (проходил 3-8 апреля 1919 года). Журнал широко освещал работу съезда, а сама Ковзан принимала в ней участие в качестве заведующей секции физической культуры. Однако в том же году последним из дореволюционных спортивных изданий журнал прекратил своё существование.
- Журнал 3 февраля 1913 года.
- Журнал 7 апреля 1913 года.
- Журнал 14 апреля 1913 года.
- Журнал 11 декабря 1916 года.